# Vincitori del premio Nobel per l'economia
Segue un elenco dei vincitori del Premio della Banca di Svezia per l'economia. L'impropriamente detto Premio Nobel per l'economia non era previsto dal testamento di Alfred Nobel e viene assegnato dal 1969, in seguito all'istituzione (nel 1968) da parte della Banca di Svezia di uno speciale fondo per il premio.

## Elenco dei vincitori
| Anno | Ritratto        | Premiati                     | Nazionalità                    | Motivazione |
| ---- | --------------- | ---------------------------- | ------------------------------ | --- |
| 1969 |                 | Ragnar Frisch                | Norvegia                       | Per aver sviluppato e applicato modelli dinamici per l'analisi dei processi economici. |
| 1969 |                 | Jan Tinbergen                | Paesi Bassi                    | Per aver sviluppato e applicato modelli dinamici per l'analisi dei processi economici. |
| 1970 |                 | Paul A. Samuelson            | Stati Uniti                    | Per il lavoro scientifico attraverso il quale ha sviluppato la teoria economica statica e dinamica e ha attivamente contribuito ad elevare il livello di analisi delle scienze economiche.      |
| 1971 |                 | Simon Kuznets                | Unione Sovietica / Stati Uniti | Per la sua interpretazione empiricamente provata della crescita economica che ha portato alla nuova e approfondita conoscenza della struttura economica e sociale e del processo di sviluppo.   |
| 1972 |                 | John R. Hicks                | Regno Unito                    | Per i loro contributi pionieristici alla teoria dell'equilibrio economico generale e alla teoria del benessere.                                                                                 |
| 1972 |                 | Kenneth J. Arrow             | Stati Uniti                    | Per i loro contributi pionieristici alla teoria dell'equilibrio economico generale e alla teoria del benessere.                                                                                 |
| 1973 |                 | Wassily Leontief             | Unione Sovietica / Stati Uniti | Per lo sviluppo del metodo di input/output e per la sua applicazione a importanti problemi economici.                                                                                           |
| 1974 |                 | Gunnar Myrdal                | Svezia                         | Per il loro lavoro pionieristico nella teoria della moneta e delle fluttuazioni economiche e per la loro intensa analisi sulla interdipendenza dei fenomeni economici, sociali e istituzionali. |
| 1974 |                 | Friedrich von Hayek          | Austria / Germania             | Per il loro lavoro pionieristico nella teoria della moneta e delle fluttuazioni economiche e per la loro intensa analisi sulla interdipendenza dei fenomeni economici, sociali e istituzionali. |
| 1975 |                 | Leonid Vital'evič Kantorovič | Unione Sovietica               | Per i loro contributi alla teoria della distribuzione ottimale delle risorse. |
| 1975 |                 | Tjalling C. Koopmans         | Paesi Bassi / Stati Uniti      | Per i loro contributi alla teoria della distribuzione ottimale delle risorse. |
| 1976 |                 | Milton Friedman              | Stati Uniti                    | Per i suoi risultati nel campo dell'analisi dei consumi, della storia e teoria monetaria e per la sua dimostrazione della complessità della politica di stabilizzazione.                        |
| 1977 |                 | Bertil Ohlin                 | Svezia                         | Per il loro contributo innovativo alla teoria del commercio internazionale e dei movimenti internazionali dei capitali.                                                                         |
| 1977 |                 | James E. Meade               | Regno Unito                    | Per il loro contributo innovativo alla teoria del commercio internazionale e dei movimenti internazionali dei capitali.                                                                         |
| 1978 |                 | Herbert A. Simon             | Stati Uniti                    | Per le sue ricerche pionieristiche sul processo decisionale nelle organizzazioni economiche. |
| 1979 |                 | Theodore W. Schultz          | Stati Uniti                    | Per le loro ricerche pionieristiche sulla ricerca dello sviluppo economico, con particolare considerazione dei problemi dei paesi in via di sviluppo                                            |
| 1979 |                 | Arthur Lewis                 | Saint Lucia / Stati Uniti      | Per le loro ricerche pionieristiche sulla ricerca dello sviluppo economico, con particolare considerazione dei problemi dei paesi in via di sviluppo                                            |
| 1980 |                 | Lawrence R. Klein            | Stati Uniti                    | Per la creazione di modelli econometrici e loro applicazione all'analisi delle fluttuazioni economiche e delle politiche economiche.                                                            |
| 1981 |                 | James Tobin                  | Stati Uniti                    | Per la sua analisi dei mercati finanziari e delle loro relazioni con le decisioni di spesa, occupazione, produzione e prezzi.                                                                   |
| 1982 |                 | George J. Stigler            | Stati Uniti                    | Per i suoi studi determinanti sulle strutture industriali, sul funzionamento dei mercati e sulle cause ed effetti della regolamentazione pubblica.                                              |
| 1983 |                 | Gérard Debreu                | Francia / Stati Uniti          | Per aver inserito nuovi metodi di analisi nella teoria economica e per la sua riformulazione rigorosa della teoria dell'equilibrio generale.                                                    |
| 1984 |                 | Richard Stone                | Regno Unito                    | Per avere dato contributi fondamentali allo sviluppo di sistemi di contabilità nazionale e di conseguenza per aver notevolmente migliorato le basi per l'analisi empirica dell'economia.        |
| 1985 |                 | Franco Modigliani            | Italia / Stati Uniti           | Per la sua analisi pionieristica del risparmio e dei mercati finanziari. |
| 1986 |                 | James M. Buchanan            | Stati Uniti                    | Per il suo sviluppo delle basi contrattuali e costituzionali per la teoria delle decisioni economiche e politiche.                                                                              |
| 1987 |                 | Robert M. Solow              | Stati Uniti                    | Per i suoi contributi alla teoria della crescita economica. |
| 1988 |                 | Maurice Allais               | Francia                        | Per i suoi contributi pionieristici alla teoria dei mercati e dell'utilizzo efficiente delle risorse.                                                                                           |
| 1989 |                 | Trygve Haavelmo              | Norvegia                       | Per la sua spiegazione dei fondamenti della teoria della probabilità di econometria e la sua analisi delle strutture economiche simultanee.                                                     |
| 1990 |                 | Harry M. Markowitz           | Stati Uniti                    | Per il loro lavoro pionieristico nella teoria di economia finanziaria. |
| 1990 |                 | Merton M. Miller             | Stati Uniti                    | Per il loro lavoro pionieristico nella teoria di economia finanziaria. |
| 1990 |                 | William Forsyth Sharpe       | Stati Uniti                    | Per il loro lavoro pionieristico nella teoria di economia finanziaria. |
| 1991 |                 | Ronald H. Coase              | Regno Unito / Stati Uniti      | Per la sua scoperta e la spiegazione del significato dei costi di transazione e dei diritti di proprietà per la struttura istituzionale e per il funzionamento dell'economia.                   |
| 1992 |                 | Gary S. Becker               | Stati Uniti                    | Per aver esteso il campo di analisi microeconomica ad una vasta gamma di comportamenti e di interazioni umane, incluso il comportamento non-market.                                             |
| 1993 |                 | Robert W. Fogel              | Stati Uniti                    | Per aver rinnovato la ricerca nella storia economica applicando la teoria economica e i metodi quantitativi per spiegare i cambiamenti economici e istituzionali.                               |
| 1993 |                 | Douglass C. North            | Stati Uniti                    | Per aver rinnovato la ricerca nella storia economica applicando la teoria economica e i metodi quantitativi per spiegare i cambiamenti economici e istituzionali.                               |
| 1994 |                 | John C. Harsanyi             | Ungheria / Stati Uniti         | Per la loro analisi pionieristica degli equilibri nella teoria dei giochi non cooperativi. |
| 1994 |                 | John Forbes Nash             | Stati Uniti                    | Per la loro analisi pionieristica degli equilibri nella teoria dei giochi non cooperativi. |
| 1994 |                 | Reinhard Selten              | Polonia / Germania             | Per la loro analisi pionieristica degli equilibri nella teoria dei giochi non cooperativi. |
| 1995 |                 | Robert Lucas, Jr.            | Stati Uniti                    | Per aver sviluppato e applicato l'ipotesi di aspettative razionali, e aver così trasformato l'analisi macroeconomica e accresciuto la nostra comprensione della politica economica.             |
| 1996 |                 | James A. Mirrlees            | Regno Unito                    | Per il loro contributo fondamentale alla teoria economica degli incentivi nei casi di asimmetria informativa.                                                                                   |
| 1996 |                 | William Vickrey              | Canada / Stati Uniti           | Per il loro contributo fondamentale alla teoria economica degli incentivi nei casi di asimmetria informativa.                                                                                   |
| 1997 |                 | Robert C. Merton             | Stati Uniti                    | Per un nuovo metodo per determinare il valore degli strumenti derivati. |
| 1997 |                 | Myron S. Scholes             | Canada / Stati Uniti           | Per un nuovo metodo per determinare il valore degli strumenti derivati. |
| 1998 |                 | Amartya Sen                  | India                          | Per il suo contributo all'economia del benessere. |
| 1999 |                 | Robert A. Mundell            | Canada / Stati Uniti           | Per la sua analisi della politica monetaria e fiscale in base a diversi regimi di cambio e per la sua analisi delle aree monetarie ottimali.                                                    |
| 2000 |                 | James J. Heckman             | Stati Uniti                    | Per lo sviluppo della teoria e dei metodi per l'analisi dei campioni selettivi. |
| 2000 |                 | Daniel L. McFadden           | Stati Uniti                    | Per lo sviluppo della teoria e dei metodi per l'analisi delle scelte distinte (discrete choice).                                                                                                |
| 2001 |                 | George Akerlof               | Stati Uniti                    | Per la loro analisi dei mercati con informazione asimmetrica. |
| 2001 |                 | A. Michael Spence            | Stati Uniti                    | Per la loro analisi dei mercati con informazione asimmetrica. |
| 2001 |                 | Joseph E. Stiglitz           | Stati Uniti                    | Per la loro analisi dei mercati con informazione asimmetrica. |
| 2002 |                 | Daniel Kahneman              | Israele / Stati Uniti          | Per avere integrato risultati della ricerca psicologica nella scienza economica, specialmente in merito al giudizio umano e alla teoria delle decisioni in condizioni d'incertezza.             |
| 2002 |                 | Vernon L. Smith              | Stati Uniti                    | Per aver istituito degli esperimenti di laboratorio come strumento di analisi economica empirica, specialmente nello studio dei meccanismi di mercato alternativi.                              |
| 2003 |                 | Robert F. Engle              | Stati Uniti                    | Per i metodi di analisi delle serie storiche economiche con volatilità variabile nel tempo (ARCH).                                                                                              |
| 2003 |                 | Clive W. J. Granger          | Regno Unito                    | Per i metodi di analisi delle serie storiche economiche con andamenti stazionari (cointegrazione).                                                                                              |
| 2004 |                 | Finn E. Kydland              | Norvegia / Stati Uniti         | Per i loro contributi alla macroeconomia dinamica: la coerenza nel tempo della politica economica e le forze motrici sottostanti i cicli economici.                                             |
| 2004 |                 | Edward C. Prescott           | Stati Uniti                    | Per i loro contributi alla macroeconomia dinamica: la coerenza nel tempo della politica economica e le forze motrici sottostanti i cicli economici.                                             |
| 2005 |                 | Robert J. Aumann             | Germania / Israele             | Per aver accresciuto la nostra comprensione del conflitto e della cooperazione attraverso l'analisi della teoria dei giochi.                                                                    |
| 2005 |                 | Thomas C. Schelling          | Stati Uniti                    | Per aver accresciuto la nostra comprensione del conflitto e della cooperazione attraverso l'analisi della teoria dei giochi.                                                                    |
| 2006 |                 | Edmund S. Phelps             | Stati Uniti                    | Per la sua analisi delle relazioni intertemporali (tra effetti a breve e a lungo termine) della politica macroeconomica.                                                                        |
| 2007 |                 | Leonid Hurwicz               | Russia / Stati Uniti           | Per aver gettato le basi della teoria dei meccanismi di allocazione del mercato. |
| 2007 |                 | Eric Maskin                  | Stati Uniti                    | Per aver gettato le basi della teoria dei meccanismi di allocazione del mercato. |
| 2007 |                 | Roger Myerson                | Stati Uniti                    | Per aver gettato le basi della teoria dei meccanismi di allocazione del mercato. |
| 2008 |                 | Paul Krugman                 | Stati Uniti                    | Per la sua analisi degli andamenti commerciali e del posizionamento delle attività economiche.                                                                                                  |
| 2009 |                 | Elinor Ostrom                | Stati Uniti                    | Per la sua analisi della governance in economia, in modo particolare del bene collettivo. |
| 2009 |                 | Oliver Williamson            | Stati Uniti                    | Per la sua analisi della governance in economia, in modo particolare dei limiti delle imprese.                                                                                                  |
| 2010 |                 | Peter Diamond                | Stati Uniti                    | Per la loro analisi dei mercati caratterizzati da costi (attriti) di ricerca. |
| 2010 |                 | Dale Mortensen               | Stati Uniti                    | Per la loro analisi dei mercati caratterizzati da costi (attriti) di ricerca. |
| 2010 |                 | Christopher A. Pissarides    | Cipro / Regno Unito            | Per la loro analisi dei mercati caratterizzati da costi (attriti) di ricerca. |
| 2011 |                 | Thomas J. Sargent            | Stati Uniti                    | Per le loro ricerche empiriche su cause ed effetti in macroeconomia. |
| 2011 |                 | Christopher A. Sims          | Stati Uniti                    | Per le loro ricerche empiriche su cause ed effetti in macroeconomia. |
| 2012 |                 | Alvin E. Roth                | Stati Uniti                    | Per la teoria delle allocazioni stabili e i loro studi sulla configurazione dei mercati. |
| 2012 |                 | Lloyd Stowell Shapley        | Stati Uniti                    | Per la teoria delle allocazioni stabili e i loro studi sulla configurazione dei mercati. |
| 2013 |                 | Eugene Fama                  | Stati Uniti                    | Per le loro analisi empiriche sui prezzi degli asset. |
| 2013 |                 | Lars Peter Hansen            | Stati Uniti                    | Per le loro analisi empiriche sui prezzi degli asset. |
| 2013 |                 | Robert Shiller               | Stati Uniti                    | Per le loro analisi empiriche sui prezzi degli asset. |
| 2014 |                 | Jean Tirole                  | Francia                        | Per la sua analisi del potere del mercato e la regolamentazione. |
| 2015 |                 | Angus Deaton                 | Regno Unito / Stati Uniti      | Per le sue analisi sui consumi, sulla povertà e sul welfare |
| 2016 |                 | Oliver Hart                  | Regno Unito / Stati Uniti      | Per il loro contributo alla teoria dei contratti |
| 2016 |                 | Bengt Holmström              | Finlandia                      | Per il loro contributo alla teoria dei contratti |
| 2017 |                 | Richard Thaler               | Stati Uniti                    | Per il suo contributo all'economia comportamentale |
| 2018 |                 | William Nordhaus             | Stati Uniti                    | Per aver integrato il cambiamento climatico e le innovazioni tecnologiche nell'analisi macroeconomica di lungo periodo                                                                          |
| 2018 |                 | Paul Romer                   | Stati Uniti                    | Per aver integrato il cambiamento climatico e le innovazioni tecnologiche nell'analisi macroeconomica di lungo periodo                                                                          |
| 2019 |                 | Abhijit Banerjee             | India / Stati Uniti            | Per l'approccio sperimentale nella lotta alla povertà globale |
| 2019 |                 | Esther Duflo                 | Francia / Stati Uniti          | Per l'approccio sperimentale nella lotta alla povertà globale |
| 2019 |                 | Michael Kremer               | Stati Uniti                    | Per l'approccio sperimentale nella lotta alla povertà globale |
| 2020 |                 | Paul R. Milgrom              | Stati Uniti                    | Per aver migliorato la teoria delle aste e inventato nuovi formati di assegnazione |
| 2020 |                 | Robert B. Wilson             | Stati Uniti                    | Per aver migliorato la teoria delle aste e inventato nuovi formati di assegnazione |
| 2021 |                 | David Card                   | Canada / Stati Uniti           | “per i suoi contributi empirici all'economia del lavoro.” |
| 2021 |                 | Joshua Angrist               | Stati Uniti                    | “per i loro contributi metodologici all'analisi delle relazioni causali.” |
| 2021 |                 | Guido Imbens                 | Paesi Bassi / Stati Uniti      | “per i loro contributi metodologici all'analisi delle relazioni causali.” |
| 2022 |                 | Ben Bernanke                 | Stati Uniti                    | “per la loro ricerca su banche e crisi finanziarie.” |
| 2022 | Douglas Diamond |                              | Stati Uniti                    | “per la loro ricerca su banche e crisi finanziarie.” |
| 2022 | Philip Dybvig   |                              | Stati Uniti                    | “per la loro ricerca su banche e crisi finanziarie.” |
| 2023 |                 | Claudia Goldin               | Stati Uniti                    | “per aver accresciuto le nostre conoscenze sui risultati della partecipazione delle donne nel mercato del lavoro.”                                                                              |
| 2024 |                 | Daron Acemoğlu               | Turchia / Stati Uniti          | "nelle ricerche sull'inuguaglianza della ricchezza delle nazioni" |
| 2024 |                 | Simon H. Johnson             | Regno Unito / Stati Uniti      | "nelle ricerche sull'inuguaglianza della ricchezza delle nazioni" |
| 2024 |                 | James A. Robinson            | Regno Unito / Stati Uniti      | "nelle ricerche sull'inuguaglianza della ricchezza delle nazioni" |

Fonte: Nobelprize.org - Premi Nobel per l'economia

## Statistiche

### Numero di vincitori per paese
Vengono considerati i paesi di nascita dei singoli vincitori.
| Nazione                   | Premi per nazione |
| ------------------------- | ----------------- |
| Stati Uniti               | 52                |
| Regno Unito               | 10                |
| Russia / Unione Sovietica | 4                 |
| Francia                   | 4                 |
| Canada                    | 4                 |
| Norvegia                  | 3                 |
| Paesi Bassi               | 3                 |
| Israele                   | 2                 |
| Svezia                    | 2                 |
| India                     | 2                 |
| Italia                    | 1                 |
| Austria                   | 1                 |
| Saint Lucia               | 1                 |
| Ungheria                  | 1                 |
| Polonia                   | 1                 |
| Germania                  | 1                 |
| Cipro                     | 1                 |
| Finlandia                 | 1                 |

### Numero di vincitori per sesso
| Sesso  | Numero di premi |
| ------ | --------------- |
| Uomini | 91              |
| Donne  | 3               |